# Organizace spolupráce afrických a malgašských států
Organizace spolupráce afrických a malgašských států (Francouzky: Union Africaine et Malgache) byla mezivládní organizace uskupena z osamostatněných států frankofonní Afriky. Jejím cílem bylo podpořit vzájemnou spolupráci mezi státy. Název je odvozen ze spojení názvu kontinentu Afrika a názvu bývalého názvu pro Madagascar – Malgašsko. Organizace ukončila svou činnost v roce 1985.

## Historie
Organizace byla založena 12. září 1961 v Antananarivu členy Brazzavillské skupiny – uskupení států rozvíjejících se frankofonních států, které vzniklo v prosinci 1960 na konferenci v Brazzaville. Dvanáct afrických zemí podepsalo dohodu o udržování užší spolupráce a lepších vztahů s bývalou koloniální mocí, Francií. Smluvené cíle byly hospodářsky-politické: přijímat společné postoje k mezinárodním otázkám, podporovat hospodářskou a kulturní spolupráci a založit společný vojenský pakt. To však způsobilo problém: organizace by musela záviset na Francii. Rozdílnost členů a post-koloniální problémy různých zemí zabránily tomu, aby se organizace stala významnější. 

## Členské státy

### Zakládající členové
- Čad (opustil organizaci v roce 1974)
- Kamerun (opustil organizaci v roce 1974)
- Republika Kongo (opustila organizaci 1973)
- Drahome (dnešní Benin )
- Gabon (opustil organizaci v roce 1977)
- Horní Volta (dnešní  Burkina Faso)
- Mauritánie (opustila organizaci 1965)
- Niger
- Malgašská republika (dnešní Madagascar) (opustila organizaci 1974)
- Středoafrická republika
- Senegal
- Pobřeží slonoviny

### Připojeni v únoru 1965
- Togo

### Připojeni v květnu 1965
- Zair (dnešní Demokratická republika Kongo) (opustila organizaci 1974)
- Rwanda

### Připojeni v roce 1970
- Mauricius